# Équation de Black
L'Équation de Black est un modèle mathématique estimant le temps moyen jusqu'à la défaillance (MTTF : mean time to failure en anglais) d'un circuit microélectronique provoquée par le phénomène d'électromigration.
L'équation tient son nom de l’américain J. R. Black.
Dans un papier de 1967, Black expose les résultats de ses observations sur la défaillance des pistes des circuits microélectroniques. Ces résultats prennent la forme d'une équation empirique qui permet d'estimer la MTTF d'une piste :
{\displaystyle MTTF=Aj^{-n}e^{\left({\frac {\Delta H}{kT}}\right)}}
{\displaystyle A} est une constante

{\displaystyle j} est la densité de courant

{\displaystyle n} est un paramètre du modèle

{\displaystyle \Delta H} est l'énergie d'activation en eV (électron-volt)

{\displaystyle k} est la constante de Boltzmann

{\displaystyle T} est la température absolue en K